# ビーちゃん
ビーちゃんは、富山テレビ放送（BBT）のマスコットキャラクター。

## 概要
BBTの局ロゴをモチーフに手足と目・鼻・口さらに蝶ネクタイが付いた格好をしている。当時キー局のフジテレビで放送されていたポンキッキーズのPちゃんに因んでデザインされたことから、Pちゃんと似ている見た目をしている。
宇宙の果ての「BBT星のB国B県T市」からやって来た宇宙人という設定。お気に入りの天体望遠鏡で地球に自身にそっくりのマークを持つテレビ局を観測し、国王の承諾を得て1997年3月31日に富山県にあるBBTにやって来た。
現在は、幼稚園訪問番組「すきすき!ビーちゃん」、富山テレビのおすすめ番組紹介や天気予報を放送する「ビーちゃんたいむ」に出演している。過去には、2014年3月まで富山テレビで放送されていた夕方の情報番組「Youドキッ!たいむ」、2014年には富山テレビ開局45周年およびビーちゃん生誕20周年を記念した番組「4520ビーちゃん」にも出演していた。
2006年4月からは横尾有希子がイラストを手がけている。2015年1月より着ぐるみのデザインがリニューアルされた（初お披露目となったのは2014年10月に開催されたイベント）。
2020年1月から開始した「全力！BBT」キャンペーンに登場するビーちゃんのキャラクターデザインは『巨人の星』の川崎のぼる、声優はアニメ『巨人の星』の主人公・星飛雄馬役の古谷徹が担当している。

## プロフィール
- 出身地：BBT星B国B県T市[6]
- 誕生日：1994年1月1日[3][6]
- 性別：男[3][6]
- 身長：185cm。実際はもっと小柄だが、BBT星と地球との気圧差により体が大きくなっている[3]。
- 体重：80kg。実際はもっと軽いが、身長と同じく気圧差が生じているため重くなっている[3]。
- 年齢：永遠の4歳[6]
- 性格：大人しいがいたずら好き、好奇心やチャレンジ精神が旺盛、寂しがり屋[3][6]
- 言葉：基本的に言葉は「すき〜」としか話す事はできないが、付き添いの人物や富山テレビのアナウンサーには超能力で言葉の意味を伝える事ができる。人間はもちろん、犬や猫、小鳥等の動物の言葉も理解できる[3][6][2]。また、絵本（後述）でのみ、「きらい」とも言っていた。
- 好きなもの：かくれんぼ[3]、綺麗で可愛いお姉さん[6]
- 嫌いなもの：いじめっ子[3][6]、オバケ
- モットー：みんな仲良く[6]

## ビーちゃんと踊る楽曲
- すきすきサンバ[2]
- エビブリ魚んちゅ～[2]
- ケンコー第一体操[2]
- 君のミカタ[2]

## 関連番組
- すきすき!ビーちゃん
- ビーちゃんたいむ
- Youドキッ!たいむ

など

## その他
- 着ぐるみのビーちゃんは、目が左右に動く仕組みになっている。
- 2007年4月になかややすひこ著（文・絵）の絵本が発売され、富山県内各地の書店にて販売されていた（現在は絶版し、県内公立図書館に所蔵）。また、前述の「オバケが嫌い」という設定はこの絵本で判明した。
- かつて富山テレビ本社1階ではビーちゃん関連のグッズが販売されていた。過去にはビーちゃんを象った細工蒲鉾、携帯電話用ストラップ（文苑堂書店の雑貨店業態B&B HOUSE限定）、焼印でビーちゃんのイラストを入れたどら焼きも存在した。